# PPS Danse
La PPS Danse, fondée en 1989 par le chorégraphe Pierre-Paul Savoie, est une compagnie de danse contemporaine établie à Montréal au Québec. Les bureaux administratifs de la compagnie sont situés au 4430, rue Parthenais dans l'arrondissement du Plateau Mont-Royal.

## Historique
PPS Danse compte une quinzaine de créations à son actif dont Strata, mémoires d’un amoureux (2002) et la trilogie créée et interprétée par Jeff et Pierre-Paul Savoie, soit Duodénum (1987), Bagne (1994) et le dernier volet Pôles (1996) auquel Michel Lemieux et Victor Pilon ont aussi contribué. Précisons que Bagne a été récipiendaire d’un Bessie Award pour la scénographie en octobre 2001.
PPS Danse a donné plus de 400 représentations de ses œuvres dans plusieurs villes du Canada, des États-Unis ainsi que dans de nombreux pays d'Europe.